# Lang János Fortunat
Lang János Fortunat (Esztergom, 1771. november 30. – Pest, 1829. szeptember 13.) római katolikus pap, filozófiai, teológiai és jogi doktor, természettudós, egyetemi tanár, főesperes és királyi táblai főpap.

## Élete
1792. november 1-től a bölcseletet és 1794-től a teologiát Pozsonyban végezte. 1798-ban fölszenteltetett és káplán volt Drégely-Palánkon, 1801-től tanfelügyelő a pozsonyi papnevelőben. 1802–1803-tól a természettant, mezei gazdaságtant és mennyiségtant a nagyszombati seminariumban, 1806–1807-től a patrologiát és dogmatikát a pesti királyi egyetemen, ahol 1816-ban rektor lett. Ugyanebben az évben a Pazmaneum igazgatója, majd az egyetem teológiai karának dékánja. 1821-ben a rákonyi Boldogasszony apátságát nyerte el. 1824-ben királyi táblai főpap, 1825-ben komáromi főesperes lett. 1829-ben hunyt el Pesten 58 éves korában.

## Művei
- Dissertatio inauguralis historico-juridica super eo: quae origo, quae causa, qui effectus consensus parentum in nuptias liberorum secundum jura diversa, quam in ... universitate Hungarica ... anno 1802. mense Octobr. disputabitur ... Budae, 1802.
- Patrologia quam in ... universitate ... Pestiensi praelegit ... Uo. 1809.
- Memoria celsiss. ac rev. Ernesti principis in Schwarzenberg, ... episcopi Jaurinensis... Quam occasione solennium exequiarum in cathedrali ecclesia Jaurinensi die XXI. Maji MDCCCXXI. recoluit. Viennae.
- Beszéd Majláth Györgynek 1828. Szent-György hava 29. honti főispánná iktatásakor. Pest, 1828. (Beszédek, melyek azon alkalmatossággal ... tartattak, többek beszédével együtt.)

Fejér György még három munkáját idézi: 
- Poëmata ocassionalia in diem nominis Ladislai Bernáth 1794.
- Joseph Mayer 1795.
- Josephi Vilt, melyek szerinte nyomtatásban megjelentek; azonban a hiányos címezésből nem tudható, vajon ezek magyar, latin vagy német nyelven jelentek-e meg és hol?

Kézirati művei a magyar nemzeti múzeumban: 
- Oratio, quam die anniversaria instaurationis regiae scientiarum universitatis Hung. Pestiensis. A. 1816. 25. Jun. dixit, 4r. 30 lap;
- a felső-diósi plébánia könyvtárában: Compendium Institutionum Physicarum ex praelectionibus ... descripsit Ignatius Uherkovics Anno 1804. Két kötet 308 és 236. 1.